# Piotr Brożek
Piotr Czesław Brożek (* 21. April 1983 in Kielce, Polen) ist ein ehemaliger polnischer Fußballspieler.

## Vereinskarriere
Der 1,78 m große und 74 kg schwere Mittelfeldspieler begann seine Karriere bei dem Provinzklub Polonia Białogon Kielce. Nach einem kurzen Gastspiel bei SMS Zabrze wechselte er 2001 zu Wisła Kraków. Im Jahre 2001 bestritt er sein erstes Ligaspiel. In den folgenden Jahren konnte er sich zunächst keinen Stammplatz sichern und wurde 2002 an den damaligen Zweitligisten Łódzki KS sowie 2004 an Górnik Zabrze ausgeliehen. Sein Durchbruch fand erst in der Saison 2005/06 statt, als er 18 Ligaspiele absolvierte und dabei einen Treffer erzielte. Im Januar 2011 wurde er zusammen mit seinem Zwillingsbruder Paweł vom türkischen Spitzenklub Trabzonspor verpflichtet. In 178 Spielen in der polnischen Ekstraklasa erzielte er 14 Tore.
Zur Saison 2012/13 löste er im gegenseitigen Einvernehmen mit Trabzonspor seinen Vertrag auf und verließ den Verein.
Kurz vor Beginn der Saison 2012/13 der Ekstraklasa unterschrieb Brozek einen Einjahresvertrag bei Lechia Gdańsk. Diesen wurde der Vertrag Ende Mai 2013 vorzeitig aufgelöst.
Am 14. Oktober 2013 wurde bekannt, dass Piotr Brożek zu Wisła Krakau zurückgekehrt ist. In der Saison 2013/14 brachte er es auf 22 Ligaspiele. Jedoch wurde sein Vertrag nach Saisonende nicht verlängert und er wechselte zum Ligakonkurrenten Piast Gliwice. Dort beendete er 2015 auch seine aktive Karriere.

## Nationalmannschaft
Wie sein Zwillingsbruder Paweł durchlief auch Piotr fast alle polnischen Jugendnationalmannschaften. In der polnischen Nationalmannschaft debütierte er am 2. Februar 2008 gegen Finnland. Sein erstes und einziges Tor erzielte er am 23. Januar 2010 beim Freundschaftsspiel gegen Singapur. 

## Erfolge
- 5× Polnischer Meister (2003, 2004, 2008, 2009 und 2011)
- 2× Polnischer Pokalsieger (2002 und 2003)